# Bridport (Tasmanien)
Bridport ist eine Stadt im Nordosten des australischen Bundesstaates Tasmanien. Sie liegt an der Anderson Bay an der Nordküste der Insel und gehört zur Local Government Area Dorset Municipality. Bei der Volkszählung 2016 wurden 1.266 Einwohner gezählt.
Die Straßen in der nördlichen Hälfte von Bridport sind mit Männernamen versehen, die in der südlichen Hälfte mit Frauennamen.

## Einrichtungen
In der Stadt gibt es Supermärkte, Hotels, eine Apotheke, einen Bäcker, einen Metzger, ein Bekleidungsgeschäft, Golfplätze, Bowlsplätze, einen Segelclub, ein kleines Krankenhaus, ein Besucherinformationszentrum, einen Zeltplatz und etliche Unterkunftsmöglichkeiten von der Jugendherberge über Bed & Breakfast bis zu Ferienanlagen.

## Verkehr
Die nächsten Städte sind Scottsdale 19 km südöstlich, Tomahawk in der Ringarooma Bay 38 km östlich und Bellingham an der Noland Bay 19 km westlich.
Flinders Island, ein Teil der Furneaux-Gruppe, ist mit einer Fähre von Bridport aus erreichbar. Vom Bridport Aerodrome fliegt ein kleines Flugzeug ebenfalls dorthin.

## Freizeit
Bridport ist ein beliebter Ferienort mit schönen Stränden zum Schwimmen, Segeln und für andere Wassersportarten.
In Bridport gibt sowohl kommerziellen Fischfang als auch Sportfischerei von den Felsen oder kleinen Booten aus.

## Golf
2004 wurde der Golfplatz Barnbougle Dunes in den Sanddünen 3 km nordöstlich von Bridport eingerichtet. Er zählte bald zu den besten 50 Golfplätzen der Welt. Ein weiterer Golfplatz, Lost Farm,  wurde ganz in der Nähe gebaut und im Dezember 2010 eröffnet. Er erfüllt einen eben so hohen Standard wie der erstgenannte und besitzt Clubhäuser hoch auf den Sanddünen, die einen spektakulären Blick auf den Strand und die Anderson Bay erlauben.
2008 wurde ein Hubschrauberdienst eingerichtet, der die Gäste von Launceston nach Bridport bringt. Er gilt speziell den Golfern, die nur zum Spielen nach Tasmanien kommen.